# سنتز ایندول فوکویاما
سنتز ایندول فوکویاما(به انگلیسی: Fukuyama indole synthesis) یک واکنش شیمیایی تطبیق پذیر با واسطه قلع است که منجر به تشکیل ایندول‌های ۳٬۲-دو استخلافی می‌شود. یک واکنش عملی یکجا که می‌تواند برای ایجاد ایندول‌های دواستخلافی مفید باشد. معمولاً از تری‌بوتیل‌تین هیدرید به عنوان عامل احیاکننده استفاده می‌شود و آزوبیس‌ایزوبوتیرونیتریل (AIBN) به عنوان آغازگر رادیکالی استفاده می‌شود. همچنین تری‌اتیل‌بوران می‌تواند به عنوان آغازگر رادیکالی استفاده شود. واکنش می‌تواند با یک ارتو ایزوسیانواستایرن یا یک مشتق ۲-آلکنیل‌تیوآنیلید آغاز شود که هر دو از طریق حلقه‌سازی رادیکالی به واسطه یک رادیکال α-استانوایمیدوایل، ایندول را تشکیل می‌دهند. گروه R می‌تواند طیفی از گروه‌های عاملی حساس بازی و اسیدی مانند استرها، اترهای THP و β-لاکتام‌ها باشند. علاوه بر این، واکنش فضاویژه نیست، زیرا هم می‌توان از ایزوفرم سیس و هم ترانس برای به دست آوردن محصول مورد نظر استفاده کرد.

## کاربرد
این سنتز یکی از ساده‌ترین روش‌ها برای ایجاد ایندول‌های چند استخلافی است، و در سنتز محصولات طبیعی متعددی از جمله آسپیدوفیتین، وینبلاستین، و استریکنین استفاده شده‌است.
در زیر مرحله چهارم در سنتز (+)-وینبلاستین نشان داده شده‌است، استفاده از سنتز ایندول فوکویاما برای ایجاد یک ایندول دواستخلافی است.
علاوه بر این، واکنش فوکویاما در سنتز ایندولوکاربازول‌ها، بی‌ایندولیل‌ها  و سنتز جامع وینکادیفورمین و تابرسونین نقش دارد.